# Władysław Czartoryski

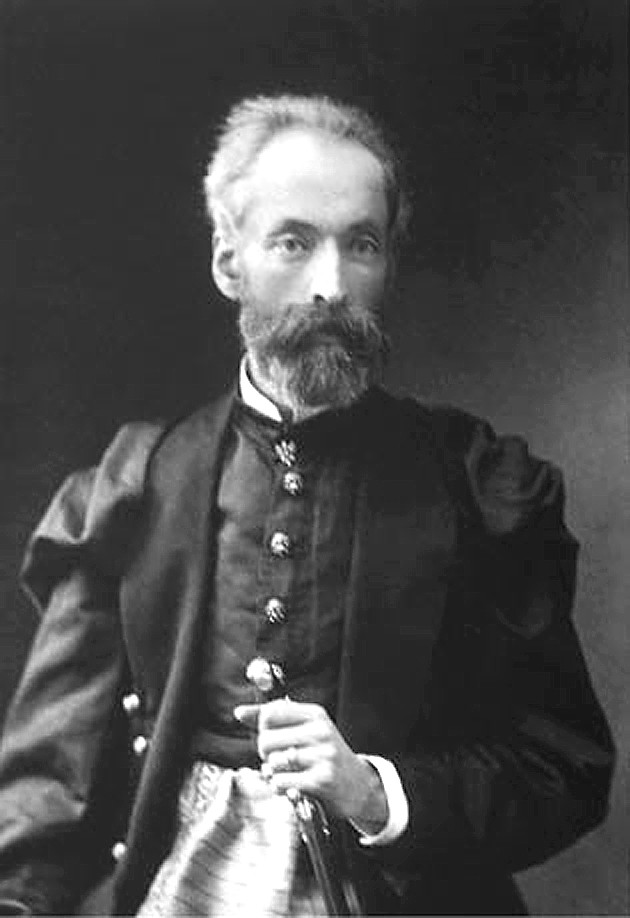
Władysław Czartoryski

Władysław Czartoryski, född 3 juli 1828, död 23 juni 1894, var en polsk furste och politiker. Han var son till Adam Jerzy Czartoryski.
Władysław Czartoryski övertog efter faderns död ledningen av aristokratpartiet och grundade det berömda Czartoryski-biblioteket och Czartoryskimuseet, båda i Kraków.